# Stefan Buchowiecki

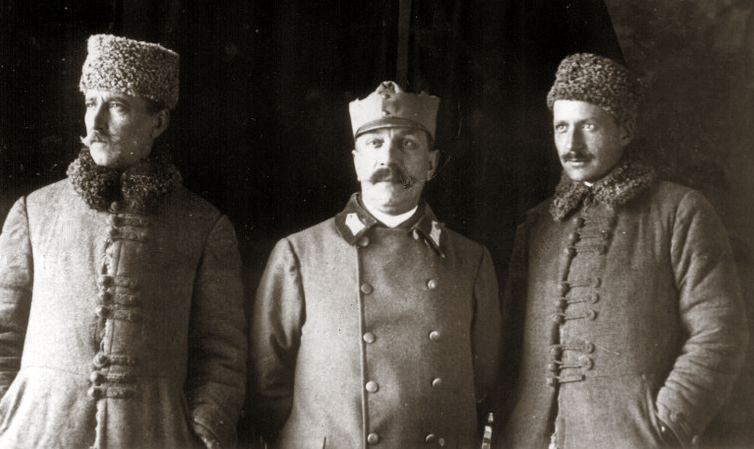
NN, Stefan Buchowiecki, Antoni Mińkiewicz

Stefan Buchowiecki (ur. 12 maja 1863 w majątku Sokołowo, zm. 9 kwietnia 1927 w Olkuszu) – lekarz, tytularny generał brygady Wojska Polskiego, kawaler Orderu Virtuti Militari.

## Życiorys
Urodził się 12 maja 1863 w majątku Sokołowo, w ówczesnym powiecie słonimskim guberni grodzieńskiej, w rodzinie Adama i Walerii z Moczulskich. Ukończył studia na wydziale lekarskim Cesarskiego Uniwersytetu Warszawskiego, 1890 obronił doktorat nauk medycznych. Pracował jako naczelny lekarz Szpitala św. Błażeja w Olkuszu. Służył w armii carskiej jako oficer-lekarz w czasie wojny rosyjsko-japońskiej. W 1907 przeszedł do rezerwy.
14 września 1914 wstąpił do Legionów i jako podporucznik zajął się organizacją legionowych szpitali polowych. W latach 1915–1916 był naczelnym lekarzem 6 pułku piechoty. Został ranny w bitwie pod Kostiuchnówką w grudniu 1915. 3 lutego 1916 mianowany naczelnym lekarzem w domu ozdrowieńczym w Kamieńsku, organizował szpitale dla legionistów w Kościńcach, Dęblinie i Żyrardowie, był naczelnym lekarzem obozu legionowego w Zegrzu i Ostrowi-Komorowie oraz obozu internowania w Łomży, a później naczelnym lekarzem szkół Polskiej Siły Zbrojnej. 4 listopada 1918 został szefem sanitarnym I Brygady PSZ.
W tym samym miesiącu objął obowiązki szefa sanitarnego Dowództwa Okręgu Generalnego „Kielce” w Kielcach. 3 lutego 1920 został awansowany na podpułkownika. 12 lutego 1920 Minister Spraw Wojskowych mianował go komendantem I Szpitala Okręgowego na Mokotowie przy ulicy Nowowiejskiej (jego zastępcą był kpt. dr Tomasz Krzyski). Szpitalem Mokotowskim kierował w czasie wojny z bolszewikami. Na tym stanowisku 29 maja 1920 został zatwierdzony z dniem 1 kwietnia 1920 w stopniu pułkownika w korpusie lekarskim, w „grupie byłych Legionów Polskich”. W sierpniu 1921 Główny Szpital Wojskowy (b. Szpital Ujazdowski) przemianowany został na Szpital Okręgowy Nr I, a Szpital Mokotowski przekształcony został w „Zakład Leczniczo-Szkolny dla Inwalidów Wojennych w Warszawie”. Kierownictwo zakładu powierzone zostało Stefanowi Buchowieckiemu. Następnie pełnił funkcję przewodniczącego komisji superrewizyjnej przy Szpitalu Okręgowym Nr I.
Z dniem 31 maja 1925 w stopniu pułkownika rezerwy lekarza został przeniesiony w stan spoczynku. Mieszkał wówczas w Warszawie przy ulicy Wilczej 29a. Zaopatrzenie emerytalne otrzymał na podstawie Ustawy z dnia 11 grudnia 1924 o przyznawaniu darów z łaski.
25 lipca 1925 Prezydent RP Stanisław Wojciechowski awansował pułkownika w stanie spoczynku Stefana Buchowieckiego do stopnia tytularnego generała brygady w stanie spoczynku z dniem 31 maja 1925.
Ostatnie lata życia spędził w Olkuszu. Tam w nocy z 9 na 10 kwietnia 1927 zmarł. We wtorek 12 kwietnia 1927 roku został pochowany na miejscowym cmentarzu.
Stefan Buchowiecki był żonaty z Wieńczysławą Miłkowską (1874–1947), z którą miał syna Jana Stefana (1902–1940), kapitana artylerii, zamordowanego w Charkowie.
Imię Stefana Buchowieckiego nosi ulica w Olkuszu.

## Awanse
- kapitan – 9 sierpnia 1915
- major – grudzień 1917
- podpułkownik – 3 lutego 1920 (warunkowo, do czasu ułożenia przez Komisję Weryfikacyjną ogólnej listy sztarszeństwa oficerów WP)[9]
- pułkownik – 29 maja 1920 zatwierdzony z dniem 1 kwietnia 1920
- tytularny generał brygady – 25 lipca 1925 z dniem 31 maja 1925

## Ordery i odznaczenia
- Krzyż Srebrny Orderu Wojskowego Virtuti Militari nr 6317 – 17 maja 1922[10][11][12] (za zasługi w organizowaniu szpitalnictwa polowego oraz za męstwo okazane w walkach o Kamioniuchę w październiku 1915)
- Krzyż Niepodległości – pośmiertnie, 17 marca 1932 „za pracę w dziele odzyskania niepodległości”[13]
- Krzyż Walecznych dwukrotnie
- Order Świętej Anny 3 stopnia
- Order Świętego Stanisława 3 klasy za wojnę z Japonią w 1905

Wszystkie odznaczenia gen. Buchowieckiego znajdują się w Muzeum Narodowym w Warszawie.